# Ladislav Štajner
Ladislav Štajner (25. září 1917 Bojetice – 21. června 2006) byl československý motocyklový závodník na strojích značky Jawa a Walter.

## Závodní kariéra
Účastnil se klání jak v Československu, tak také v zahraničí. Na mistrovství republiky získal celkem čtyři tituly. Polovinu z nich na sólo motocyklech, zbytek při jízdě na motocyklech s postranním vozíkem (sajdkárou). Při některých závodech mu společníka v sajdkáře dělal jiný motocyklista Gustav Havel.